# Grundmannius
Grundmannius is een geslacht van kevers uit de familie van de loopkevers (Carabidae). De wetenschappelijke naam van het geslacht is voor het eerst geldig gepubliceerd in 1965 door Basilewsky.

## Soorten
Het geslacht Grundmannius is monotypisch en omvat slechts de volgende soort:
- Grundmannius dispar (Peringuey, 1896)